# حمید آزایف
حمید حدیدُویچ آزایف بازیگر سینما و تئاتر اهل چچن است. از فیلم‌هایی که وی در آنها نقش آفرینی کرده‌است می‌توان به فیلم بابک اشاره نمود.